# Couvent des Minimes de Beauregard-l'Évêque
Pour les articles homonymes, voir Couvent des Minimes.
Le couvent des Minimes de Mirabeau est un ancien couvent établi à Mirabeau, à Beauregard-l'Évêque, dans le département du Puy-de-Dôme, en France.

## Historique
Les évêques de Clermont possédaient un château à Beauregard-l'Évêque, à 16 km au nord-est de Clermont-Ferrand.
À 2 km existait une chapelle dédiée à la Vierge. À sa place l'évêque de Clermont, Guillaume Duprat a fait construire un couvent. Guillaume Duprat a été élu par les chanoines évêque de Clermont après la mort de son oncle, Thomas Duprat, le 28 novembre 1528 et confirmé par le roi François Ier. Trop jeune pour gérer son diocèse, il l'a confié à un fondé de pouvoir et a continué ses études. Il n'a pris possession de son diocèse qu'en janvier 1535. C'est probablement à partir de cette date qu'il a décidé de construire le couvent. Le pape Paul III a convoqué un concile à Trente par la bulle du 19 novembre 1544. François Ier a désigné Guillaume Duprat, avec l'archevêque d'Aix-en-Provence, Antoine Imbert Filhol, l'évêque de Rennes, Claude Dodieu, et l'évêque d'Agde, Claude de La Guiche, pour le représenter au concile de Trente. Le concile s'ouvre le 19 décembre 1545. Il a profité de son voyage en Italie pour rencontrer des religieux de l'ordre des Minimes et de la nouvelle Compagnie de Jésus. Il est de retour en France en mars 1547. Il a introduit en France la Compagnie de Jésus, d'abord dans son hôtel parisien qui est devenu le collège de Clermont, puis à Billom. Ayant rencontré le père Simon Guichard (mort après 1574) au couvent des Minimes de la Trinité-des-Monts, à Rome, visiteur de l'ordre en France et en Espagne, il a obtenu son transfert en Auvergne. Guillaume Duprat est mort le 23 octobre 1560 après avoir légué ses biens aux différents couvents qu'il avait fondés. Le codicille de son testament note que la chapelle était en chantier le 12 octobre 1560. La date de 1572 se trouvant dans le chœur de l'église donne probablement la fin de sa construction. Dans son testament Guillaume Duprat a désigné comme exécuteurs testamentaires Antoine Duprat, son cousin, vicaire général, le sieur de Moncy, abbé commendataire de l'abbaye de Bonlieu, François de Thersat dit de Lambres, protonotaire et prieur de Briffons, Estienne Mauguin, chanoine de Clermont et son vicaire général, et Charles Aubert, son domestique particulier. Ces personnes, toutes membres du clergé, ont probablement suivi les travaux commandées par Guillaume Duprat et inachevées à sa mort.
Le couvent comporte deux parties distinctes. Celle construite au XVIe siècle et modifiée au XVIIe siècle, au sud. Elle est prolongée au nord par celle construite au XVIIIe siècle. 
Les bâtiments ont été vendus comme bien national à la Révolution. Son nouveau propriétaire l'a transformé en exploitation agricole et l'a appelé « Mirabeau », du nom du député du tiers état qu'il admirait. 
La partie des bâtiments située au nord a été détruite au cours d'un incendie, en 1920.

## Protection
La chapelle et les bâtiments adjacents du couvent ont été classés au titre des monuments historiques le 1er décembre 1908.

## Description
L'élément le plus marquant est l'église bordant le côté sud du cloître. Le bâtiment des religieux est situé à l'est, modifié au XVIIIe siècle, est encore entier alors que le côté nord du cloître a disparu. La cour d'entrée, au nord, que la tradition orale situe, sans justification, à l'emplacement de la chapelle Notre-Dame. Un passage en biais datant du XIXe siècle ou du XXe siècle la fait communiquer avec le cloître. La façade ouest de l'église donne sur cette cour. Le bâtiment situé contre le côté ouest du cloître se poursuit par un logis du XVIe siècle forme le côté nord de la cour d'entrée. Le bâtiment nord, construit au XVIIIe siècle, prolongeant le bâtiment des religieux, comporte deux ailes en équerre.
L'église est à nef unique. Elle comporte cinq travées égales. Le chœur est constitué par une travée. La nef est couverte par une suite de croisées d'ogives. L'église est éclairée par des baies. La trace d'un jubé, réalisé en 1582, est visible au sol. Il a été démonté et transporté en Saintonge, au Priousté, près de Saintes.